# Brenda dos Santos
Letícia Brenda dos Santos mais conhecida como Brenda dos Santos (Osasco, 17 de novembro de 1994) é uma cantora e compositora gospel vencedora do concurso Jovens Talentos do Programa Raul Gil.

## Biografia
De origem humilde, Brenda começou a cantar informalmente aos 3 anos de idade na igreja Assembleia de Deus (Ministério Belém), no bairro de Pirituba em São Paulo, a qual frequenta desde pequena.
Aos 15 anos de idade, sem qualquer experiência precedente, decidiu se inscrever para o quadro Jovens Talentos do Programa Raul Gil, o qual foi seu primeiro concurso, onde conseguiu passar por várias fases até chegar nas apresentações  de palco na "TV". No qual cantou vários sucessos como "Halo" (Beyoncé Knowles), "If I Ain't Got You" (Alicia Keys), entre outros. Na grande final, Brenda Santos cantou a música "Tente Outra Vez" do Raul Seixas, que a consagrou como a grande campeã do concurso, por um ponto de diferença da segunda colocada e lhe deu um contrato com a Sony Music, uma das maiores e mais respeitadas gravadoras mundiais, para a gravação de um CD e DVD.

## Carreira e primeiro álbum
No dia 27 de abril de 2011, o primeiro álbum da Brenda é lançado, com 12 faixas, intitulado de Outra Metade cujo single de avanço foi "Alvo do teu Milagre", este obteve grande aceitação nas rádios de todo o Brasil, chegando a primeiro lugar em várias estações de rádio em todo o país.
Em 16 de setembro de 2011, Brenda Santos vai à Brasília para gravar um vídeo clipe da música "Eu sei", o qual foi lançando no dia 13 de dezembro de 2011.
No dia 12 de novembro de 2011, Brenda recebe seu primeiro disco de ouro, no programa Raul Gil, do álbum Outra metade com mais de 40 mil cópias vendidas.[carece de fontes?]
Ainda em 2011 a cantora recebe indicações ao Troféu Promessas nas categorias Melhor música ("Alvo do Teu Milagre"), Revelação e Melhor Cantora.
Em 2018, a cantora lança o single, pelas plataformas digitais, e o clipe da canção "Rei da Glória" pela Sony Music Gospel.

## Discografia
- 2011: Outra Metade
- 2012: Novos Horizontes
- 2019: “EP Melhor parte”

### Single
- 2018: Rei da Glória